# マンデル酸ラセマーゼ

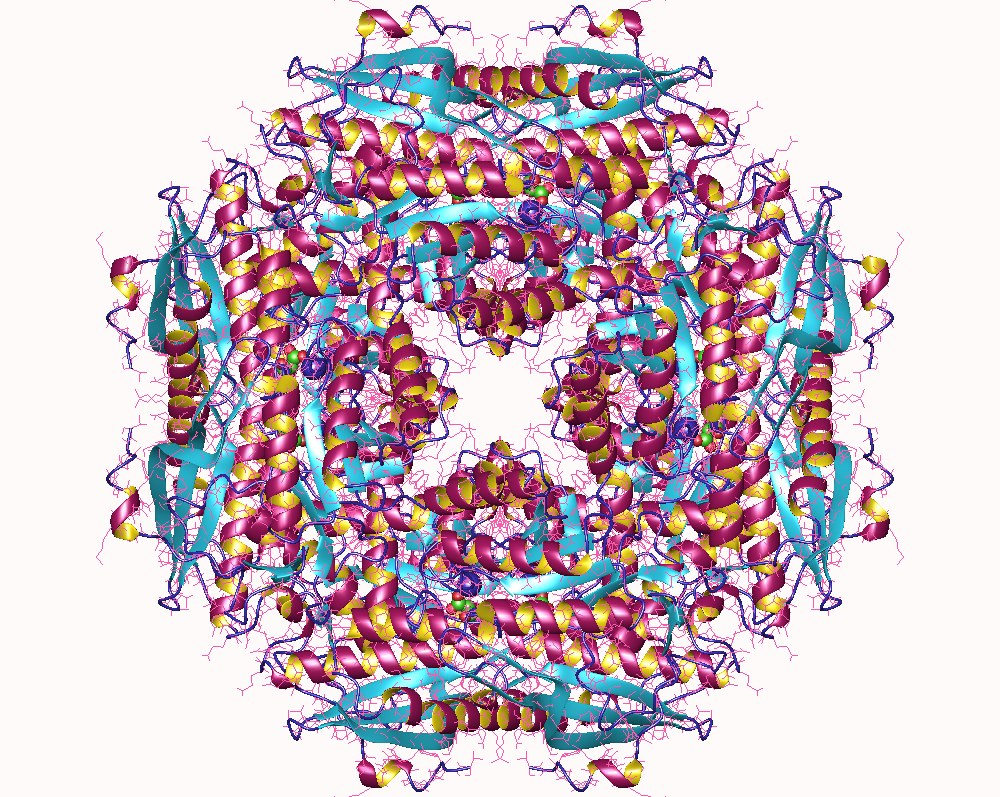
Mandelate racemase oktamer, Pseudomonas putida.

マンデル酸ラセマーゼ（Mandelate racemase、EC 5.1.2.2）は、エノール中間体を経由してマンデル酸のエナンチオマー間の相互変換を触媒する酵素。
ムコン酸シクロイソメラーゼやエノラーゼとエノラーゼスーパーファミリーに分類される。